# Sloanea laurifolia
Sloanea laurifolia är en tvåhjärtbladig växtart som först beskrevs av George Bentham, och fick sitt nu gällande namn av George Bentham. Sloanea laurifolia ingår i släktet Sloanea och familjen Elaeocarpaceae. Inga underarter finns listade i Catalogue of Life.